# Капанен, Нико
Ни́ко Ка́панен (фин. Niko Kapanen; род. 29 апреля 1978, Хаттула) — финский хоккеист, центральный нападающий, наиболее известный по выступлениям за клубы «Даллас Старз» и «Ак Барс».

## Карьера
Карьеру начал в клубе ХПК (Хямеэнлинна, Финляндия), где выступал с 1995 по 2000 год. В сезоне 2000/01 выступал за клуб ТПС (Турку, Финляндия). В 1998 году был задрафтован клубом «Даллас Старз» в 6-м раунде под общим 173 номером. За «Даллас» выступал в 2001—2006 годах (в сезоне 2001/02 помимо «Далласа» за клуб АХЛ «Юта Гриззлис», в локаутном сезоне 2004/05 — за швейцарский «Цуг»). Затем выступал в НХЛ за клубы «Атланта Трэшерз» и «Финикс Койотис». С 2008 по 2013 года играл в КХЛ за казанский «Ак Барс».

## Достижения
«Ак Барс»
- Обладатель Кубка Гагарина: 2009, 2010

«Лев»
- Финалист Кубка Гагарина: 2014

сборная Финляндии
- Серебряный призёр Олимпийских игр 2006 года
- Бронзовый призёр Олимпийских игр 2010 года
- Серебряный призёр чемпионата мира: 2001, 2007
- Бронзовый призёр чемпионата мира: 2000, 2008
- Серебряный призёр Кубка мира: 2004
- Чемпион мира 2011

молодёжная сборная Финляндии
- Чемпион мира среди молодёжных команд: 1998

ТПС
- Чемпион Финляндии: 2000/01

прочие
- Участник матча молодых звёзд НХЛ: 2003

## Статистика
| Легенда | Легенда                    | Легенда | Легенда                   | Легенда | Легенда    |
| ------- | -------------------------- | ------- | ------------------------- | ------- | ---------- |
| И       | Количество проведённых игр | Штр     | Штрафное время            | +/−     | Плюс-минус |
| Г       | Голы                       | П       | Голевые передачи          | О       | Очки       |
| -       | Статистика неизвестна      | —       | Статистика не учитывалась |         |            |